# کلل (دشتستان)
کلل، روستایی است از توابع بخش مرکزی در شهرستان دشتستان استان بوشهر ایران. این روستا در فاصله ۵ کیلومتری روستای زیارت مرکز دهستان زیارت و در فاصله ۱۵ کیلومتری مرکز شهرستان دشتستان یعنی شهر برازجان و در کنار جاده اصلی برازجان- بندرگناوه و در کنار رود حله قرار دارد.

## جمعیت
این روستا در دهستان زیارت قرار داشته و بر اساس سرشماری سال ۱۳۸۵ جمعیت آن ۶۲۶نفر (۱۲۸خانوار) می‌باشد.